# Hermona Soreq
Hermona Soreq (חרמונה שורק; Tel Aviv, Israel; 3 de abril de 1947) es una neurocientífica y profesora israelí de neurociencia molecular en la Universidad Hebrea de Jerusalén. Es pionera en el estudio de la señalización colinérgica y la importancia de la aceticolina en las respuestas al estrés y enfermedades neurodegenerativas como Parkinson y Alzheimer.

## Estudios
Hermona Soreq estudió un grado en bioquímica y microbiología de la Universidad Hebrea de Jerusalén. Luego, realizó un máster en bioquímica en la Universidad de Tel-Aviv.En 1976, obtuvo un doctorado en bioquímica del Instituto Weizmann de Ciencias.
En 1986, se convirtió en miembro de la facultad de la Universidad Hebrea de Jerusalén. Entre 2005 y 2008, ocupó el cargo de Decana de la Facultad de Ciencias. Ocupa la cátedra Slesinger de la universidad y es miembro fundadora del Centro Edmond and Lily Safra de Ciencias del Cerebro. También, es presidenta de la Organización Internacional de Mecanismos Colinérgicos.

## Trayectoria
Entre 1995 y 2000, después de terminar sus estudios, fue directora del Instituto Silberman de Ciencias de la Vida de la Universidad Hebrea de Jerusalén. En 2000, fue elegida presidenta de la Sociedad Israelí de Bioquímica y Biología Molecular, cargo que ocupó hasta 2002. En 2005, fue elegida la primera mujer Decana de la Facultad de Ciencias de la Universidad Hebrea de Jerusalén. En 2009, recibió una beca Miller de la Universidad de California en Berkeley.
Soreq formó parte de las juntas directivas de la Universidad Hebrea de Jerusalén, del Technion y del Yissum (la Compañía de Desarrollo de Investigación de la Universidad Hebrea). También fue profesora adjunta de investigación en el Instituto de Biodiseño de la Universidad Estatal de Arizona. Además, trabaja en The Edmond & Lily Safra Center for Brain Sciences de la Universidad Hebrea de Jerusalén. 
Sus principales intereses de investigación son los microARN (miR) y otros ARN no codificantes reguladores de la expresión génica, incluidos los fragmentos de ARN de transferencia (tRF).Soreq estudia los reguladores moleculares de la señalización colinérgica, centrándose en los ARN no codificantes y las enfermedades relacionadas con el estrés, que han surgido rápidamente como reguladores globales de la expresión genética, aunque el alcance total de dichas funciones en el funcionamiento del cerebro y el cuerpo sigue siendo en gran medida desconocido. En sus investigaciones, Soreq descifró los mecanismos moleculares que subyacen al comportamiento estereotipado, una característica de los trastornos psiquiátricos que se manifiesta en movimientos de patrón sin propósito y está relacionado con una mala respuesta del cerebro al estrés emocional.
Además, Soreq forma parte del Consejo Reino Unido-Israel, los Consejos Asesores Internacionales del Centro de Biotecnología de BGU, el Centro de Mecanismos Colinérgicos No Neuronales de la Universidad de Giessen y el Centro de Excelencia de Inmunosensación de Bonn.

## Premios y reconocimientos
Sus premios y honores incluyen:
- 1996: Doctorado honoris causa de la Universidad de Estocolmo.
- 2005: Premio Landau de Investigación Biomédica.
- 2006: Premio de los Fundadores de Teva.[5]
- 2007: Doctorado honoris causa de la Universidad de Erlangen-Nűremberg
- 2007: Doctorado honoris causa de la Universidad Ben-Gurion del Nege. [5]
- 2008: Premio Kaye a la investigación innovadora, Universidad Hebrea [8]
- 2009: Premio de la Fundación Lise Meitner Alexander von Humboldt, Alemania.[5]
- 2013: Premio de Investigación Avanzada ERC
- 2015: Premio Rappaport de Investigación Biomédica [9]
- 2017: Premio ILANIT-Katzir por logros excepcionales en ciencias biológicas [10]
- 2022: Premio EMET [11][12]